# Gastrancistrus transilensis
Gastrancistrus transilensis är en stekelart som beskrevs av Dzhanokmen 1995. Gastrancistrus transilensis ingår i släktet Gastrancistrus och familjen puppglanssteklar.
Artens utbredningsområde är Kazakstan. Inga underarter finns listade i Catalogue of Life.